# Чуркалей
Чуркалей — река в России, протекает по границе Самарской области и Республики Татарстан. Устье реки находится в 247 км по левому берегу реки Большой Черемшан. Длина реки составляет 13 км, площадь водосборного бассейна — 47,7 км².
Исток находится у села Емелькино Шенталинского района Самарской области.

## Данные водного реестра
По данным государственного водного реестра России относится к Нижневолжскому бассейновому округу, водохозяйственный участок реки — Большой Черемшан от истока и до устья. Речной бассейн реки — Волга от верхнего Куйбышевского водохранилища до впадения в Каспий.
Код объекта в государственном водном реестре — 11010000412112100004827.